# اکینوپسیس کامئکرئوس
اکینوپسیس کامئکرئوس(نام علمی: Echinopsis chamaecereus) نام یک گونه از سرده اکینوپسیس است.این کاکتوس جزء کاکتوس های استوانه ای قدکوتاه است. سن بلوغ این کاکتوس 5 تا 7 سال متغیر است. این کاکتوس از دیگر کاکتوس های موجود استوانه ای زود تر شروع به گل دادن می کنند.